# Академик Фёдоров (судно)
«Академик Фёдоров» — советское и российское научно-исследовательское судно, построенное в 1987 году на верфях города Раума (Финляндия) по заказу СССР и названное в честь академика АН СССР Героя Советского Союза Е. К. Фёдорова, работавшего на первой советской дрейфующей станции «Северный полюс-1».
Ему на смену в 2020-х придет судно «Иван Фролов», названное в честь бывшего директора Арктического и антарктического научно-исследовательского института Ивана Фролова.

## Деятельность
В первое плавание вышел 24 октября 1987 года. 
Ежегодно участвует в работах Российской Антарктической экспедиции, совершает регулярно экспедиционные рейсы в Арктику. 
К сентябрю 2012 года «Академик Фёдоров» находился в море 5424 суток (почти 15 лет), выполнил 34 рейса: 25 в Антарктику и 9 — в Арктику, прошёл 941 тысячу морских миль, совершил три кругосветных плавания.
В 2019—2020 годах судно участвовало в международной исследовательской экспедиции MOSAiC в районе Трансарктического течения Северного Ледовитого океана.

### Участие в экспедиции «Арктика-2005»
5 июля 2005 года «Академик Фёдоров» вышел из Санкт-Петербурга. На первом этапе экспедиции велась геологическая разведка на дне океана, в том числе на хребте Менделеева. В ходе экспедиции 29 августа 2005 года «Академик Фёдоров» впервые в мире самостоятельно, без сопровождения ледокола проследовало через географическую точку Северного полюса. На полюсе были взяты образцы донного грунта. 
5 сентября научно-исследовательское судно эвакуировало дрейфующую станцию «Северный полюс-33», высаженную им же 9 сентября 2004 года; 
19 сентября «Академик Фёдоров» доставил новый состав полярников в точку с координатами 85 ° 39' с. ш. и 115° 19' в. д., где была основана новая дрейфующая станция «Северный полюс-34». 
4 октября 2005 года судно вернулось в Санкт-Петербург.

### Участие в экспедиции «Арктика-2007»
10 июля «Академик Фёдоров» вышел из Санкт-Петербурга в Мурманск. Из Мурманска корабль вышел к полюсу вслед за ледоколом «Россия» 25 июля после полуночи. Через 57 миль на судне произошла поломка двигателя, и оно простояло несколько часов на ремонте. Ледокол «Россия» был вынужден развернуться, в Мурманск был отправлен вертолёт за запчастями. К 11 часам утра поломка была устранена силами команды. На график экспедиции инцидент не повлиял — кораблям удалось быстро наверстать упущенное время.
«Академик Фёдоров» нёс аппараты «Мир», на которых 29 июля было совершено пробное погружение, а 2 августа — погружение на дно в точке Северного полюса.
7 августа «Академик Фёдоров» в проливе Кембридж (Земля Франца-Иосифа) встретил судно «Академик Мстислав Келдыш» и передал на его борт аппараты «Мир». После этого «Академик Фёдоров» участвовал в работах второго этапа экспедиции «Арктика 2007» в море Лаптевых, в ходе которых с его борта проводились наблюдения за состоянием ледяного покрова, атмосферы и океана.
В конце августа «Академик Фёдоров» с 24 полярниками, которым предстоит жить и работать на дрейфующей станции «Северный полюс-35», вышел из Тикси. 5 сентября в Чукотском море он встретился с ледоколом «Россия». 18 сентября в 65 милях к востоку от мыса Арктический острова Комсомолец архипелага Новая Земля было обнаружено подходящее для создания станции ледовое поле и в 16:00 по московскому времени были начаты работы по размещению «СП-35».

### 53-я Антарктическая экспедиция (2007—2008)
Рейс проходил с 6 ноября 2007 года по 2 июня 2008 года (210 суток).
Было пройдено свыше 47 000 морских миль, из них 21 500 миль было пройдено в водах Антарктического континента.
Антарктическая экспедиция была проведена силами интернационального коллектива, была выполнена большая научная работа, в том числе расконсервированы станции «Русская» и «Ленинградская».

### Исследование Арктики в сезоне 2010 года
27 июля 2010 года «Академик Фёдоров» отправился в 100-суточный научный рейс из морского порта Архангельск.
Планировалось проведение исследований в Арктическом бассейне Северного Ледовитого океана.
Работы проводились под проводкой атомного ледокола «Ямал».

Работы организованы ААНИИ Росгидромета и выполнялись в рамках государственного проекта как часть работы «по сопровождению российской заявки на юридическое закрепление внешней границы континентального шельфа в Северном Ледовитом океане».

Работы возглавлял Полномочный представитель президента РФ по международным вопросам Арктики и Антарктики, член-корреспондент РАН Артур Чилингаров, в организации экспедиции участвовали официальные представители Федерального агентства по недропользованию (Роснедра).
В рамках экспедиции планировалось исследовать геологическое строение моря Лаптевых и Восточно-Сибирского моря с использованием современной аппаратуры.
Кроме этого планировалось провести аналогичные исследования в других акваториях океана, вплоть до географической точки Северного полюса.

По окончании работ экспедиционное судно вернулось в Санкт-Петербург в третьей декаде октября 2010 года.